# 22536 Кетелоурі
22536 Кетелоурі (22536 Katelowry) — астероїд головного поясу, відкритий 20 березня 1998 року.
Тіссеранів параметр щодо Юпітера — 3,351.